# Де Роберти, Евгений Валентинович
Евгений Валентинович Де Роберти (другое написание: Де-Роберти; полная фамилия: Де Роберти де Кастро де ла Серда; 13 (25) декабря 1843, с. Казацкое, Подольская губерния — 25 апреля (8 мая) 1915 года, Валентиновка, Тверская губерния) — русский социолог, философ-позитивист и экономист. Видный деятель русского масонства.

## Биография
Отец — один из богатейших землевладельцев Тверской губернии. Семья Де Роберти имела испанские корни.
Окончил Александровский лицей (1862); в дальнейшем учился в университетах Гиссена, Гейдельберга, Йены и Парижа. В 1864 в Йене защитил докторскую диссертацию, посвящённую социально-политическому устройству Новгородской республики в Средние века.

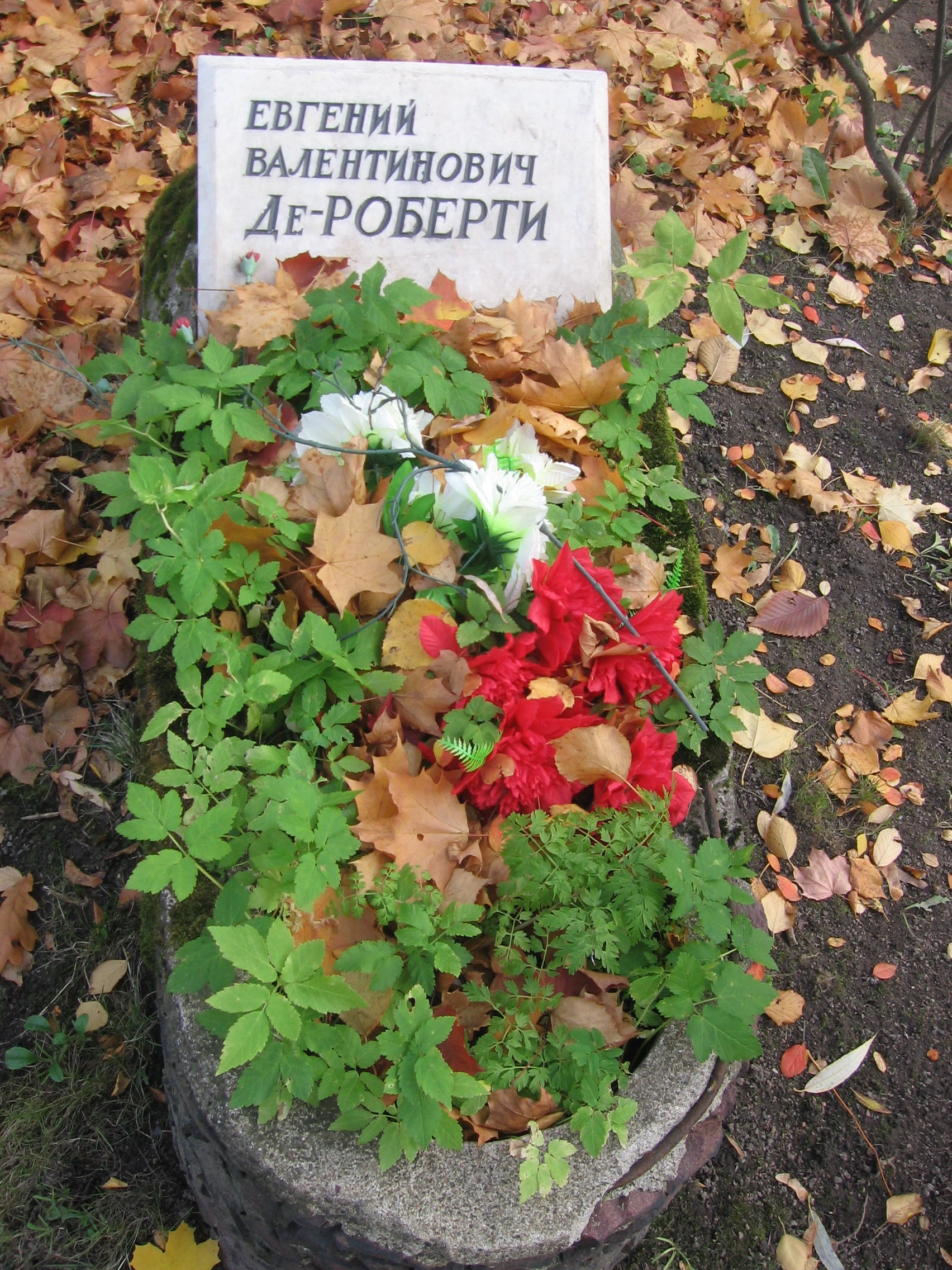
Надгробие Е. В. Де-Роберти на Литераторских мостках

Работал в Министерстве финансов. В 1869 опубликовал первую крупную книгу «Политико-экономические этюды», достоинством которой было обоснование необходимости социологизации политической экономии.
В 1874 году женился на Екатерине Александровне Глазенап.
Профессор Нового Брюссельского университета (1894—1907); профессор социологии (1908-15) Психоневрологического института (Петербург).
Преподавал и участвовал в управлении в Русской высшей школе общественных наук в Париже.
Неоднократно печатался во французском журнале «Философское обозрение» («Revue philosophique») под редакцией академика Теодюля Рибо.
Представитель либерализма, участник земского движения, конституционалист, член партии кадетов.
Во время Первой мировой войны Де Роберти был убит 8 мая 1915 года грабителем Дангичевым в собственном имении из ружья в грудь во время обеда. Минским военно-окружным судом Дангичев был приговорён к смертной казни, а другая обвиняемая, Шарныгина, была оправдана. Похоронен в Санкт-Петербурге на Литераторских мостках Волковского кладбища.
Сестра Е. В. Де Роберти — Мария Валентиновна Ватсон — переводчик и поэтесса.

## В масонстве
Де Роберти оставил заметный след в русском масонстве. Был посвящён в степень ученика в парижской русской ложе «Космос» № 288 (ВЛФ) 9 февраля 1888 года, возведён в степени подмастерья и мастера-масона 23 февраля 1888 года. Возобновил членство в ложе 29 мая 1904 года. Почётный член ложи с 1908 по 1913 годы.
Был основателем и активным участником целого ряда масонских лож. Член-основатель масонской ложи «Возрождение» (1906 год), находившейся под эгидой Великого востока Франции.
Около 1906 года, в Москве, была учреждена ложа «Феникс», находившаяся под эгидой Великой ложи Франции. В этой ложе Де Роберти занимал должность досточтимого мастера.
Также около 1906 года в Санкт-Петербурге была учреждена ложа «Феникс», союзная московской ложе с аналогичным названием и тоже находящаяся под эгидой Великой ложи Франции. Вероятно, Де Роберти принимал участие и в этой ложе.

## Основные труды
- Политико-экономические этюды. — СПб., 1869. — 251 с.
- Наука и метафизика // «Знание». — 1875. — № 5.
- Социология. Основная задача её и методологические особенности, место в ряду наук, разделение и связь с биологией и психологией. — СПб., 1880.
- Прошедшее философии. Опыт социологического исследования общих законов развития философской мысли. — Т. 1—2. — М., 1886 на сайте Руниверс
- Новая постановка основных вопросов социологии. — М., 1909. — 291 с.
- Энергетика и социология // Вестник Европы. — СПб., 1910.
- Понятия разума и законы вселенной. — СПб., 1914.
- Новая постановка основных вопросов социологии: избранные труды / Сост. А. О. Бороноев и М. В. Ломоносова, отв. ред. А. О. Бороноев. — СПб.: Алетейя, 2008. — 495 с.
- L’inconnaissable, sa métaphysique, sa psychologie. — Paris, 1889.
- La philosophie du siècle. — Paris, 1891.
- L’éthique. — V. 1—4. — Paris, 1896—1900.
- Sociologie de l’action. — Paris, 1908.